# St. Anthony (Iowa)
St. Anthony es una ciudad ubicada en el condado de Marshall en el estado estadounidense de Iowa. En el Censo de 2010 tenía una población de 102 habitantes y una densidad poblacional de 70,33 personas por km².

## Geografía
St. Anthony se encuentra ubicada en las coordenadas 42°7′26″N 93°11′52″O / 42.12389, -93.19778. Según la Oficina del Censo de los Estados Unidos, St. Anthony tiene una superficie total de 1.45 km², de la cual 1.45 km² corresponden a tierra firme y (0%) 0 km² es agua.

## Demografía
Según el censo de 2010, había 102 personas residiendo en St. Anthony. La densidad de población era de 70,33 hab./km². De los 102 habitantes, St. Anthony estaba compuesto por el 92.16% blancos, el 0.98% eran afroamericanos, el 2.94% eran amerindios, el 0.98% eran asiáticos, el 0% eran isleños del Pacífico, el 0% eran de otras razas y el 2.94% pertenecían a dos o más razas. Del total de la población el 5.88% eran hispanos o latinos de cualquier raza.